# 박희현 (1944년)
박희현(朴俙炫, 1944년 10월 15일~)은 대한민국의 정치인이다. 제39·40대 해남군수를 지냈다. 본관은 무안이며, 전라남도 구례군 출신이다.

## 학력
- 마산국민학교 졸업
- 해남중학교 졸업
- 목포제일정보중고등학교 졸업
- 초당대학교 사회복지학 졸업

### 비학위 수료
- 전남대학교 경영대학원 수료

## 경력
- 1981 해남군청 정책자문위원
- 1989 해남경찰서 청소년선도위원회 회장
- 1991. 4.~1995. 6. 제1대 전라남도 해남군의회 의원
- 1993. 4.~1995. 6. 제1대 전라남도 해남군의회 후반기 부의장
- 1995. 7.~1998. 6. 제2대 전라남도 해남군의회 의원
- 1995. 7.~1996. 12. 제2대 전라남도 해남군의회 전반기 의장
- 2002. 7.~2004. 8. 제7대 전라남도의회 의원
- 2004 대흥새마을금고 이사장
- 2004. 11.~2006. 6. 제39대 전라남도 해남군수
- 2006. 7.~2007. 10. 제40대 전라남도 해남군수

## 역대 선거 결과
|  | 69.0% |

|  | 44.14% |

|  | 48.23% |

|  | 33.0% |

|  | 56.01% |

| 전임 민화식 (권한대행)이윤모 | 제39·40대 전라남도 해남군수(민선) 2004년 10월 31일~2007년 10월 2일 | 후임 (권한대행)정화균 (재보궐)김충식 |